# Heines kortteenleeuwerik
Heines kortteenleeuwerik (Alaudala heinei) is een zangvogel uit de familie Alaudidae (leeuweriken). Volgens een moleculair genetische studie uit 2021 is dit een aparte soort die in 1873 als  Calandritis Heinei door de Duitse vogelkundige E.F. von Homeyer werd beschreven en kort daarna als ondersoort van de kleine kortteenleeuwerik (A. rufescens) werd beschouwd. Deze vogel is genoemd naar de Duitse ornitholoog Ferdinand Heine.

## Verspreiding en leefgebied
Deze leeuwerik komt voor op droge vlakten in West-Azië en telt drie ondersoorten:
- A. h. heinei: van noordoostelijk Roemenië en Oekraïne tot oostelijk Kazachstan en van oostelijk Turkije tot Iran.
- A. h. aharonii: centraal Turkije.
- A. h. persica: van oostelijk Irak en het noordelijke Arabisch Schiereiland tot Afghanistan.

## Status
De grootte van de populatie is in 2015 geschat op 5-10 miljoen volwassen vogels. Op de Rode lijst van de IUCN heeft deze soort de status niet bedreigd.